# ポッツォ・ディ・ボルゴ

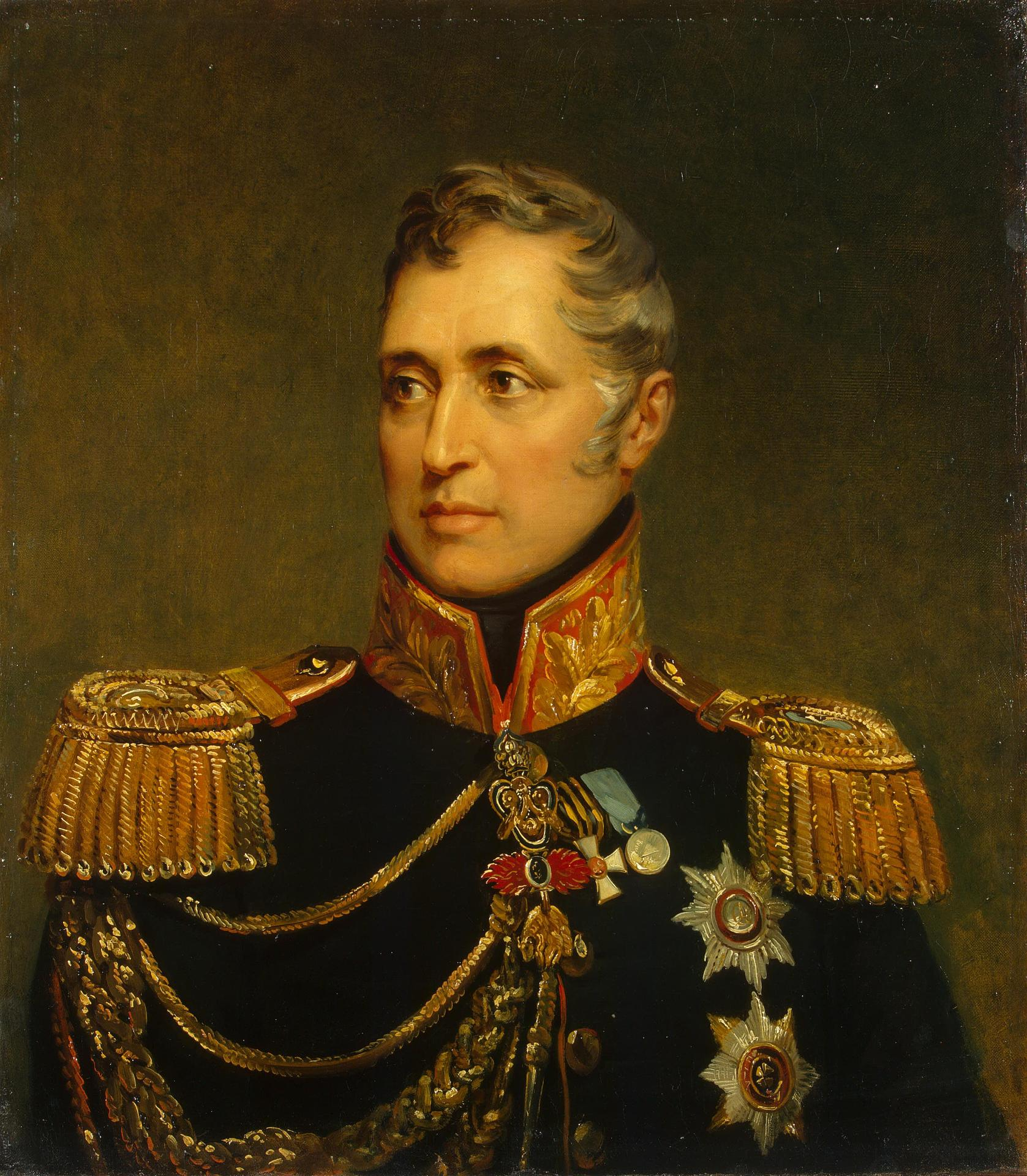
ポッツォ・ディ・ボルゴ

カルロ・アンドレーア・ポッツォ・ディ・ボルゴ（Carlo Andrea Pozzo di Borgo, 1764年3月8日 - 1842年2月15日）は、コルシカ島出身の政治家。

## 生涯
アジャクシオ近郊のアラタでボナパルト家の遠戚の家庭に生まれ、幼少時はナポレオンの遊び仲間だった。
成長するとピサで法学を学んだ後に弁護士になり、フランス革命が勃発すると立法議会議員となりパスカル・パオリの腹心になった。ナポレオンがパオリと対立するとブオナパルテ家弾劾決議を下し、一家をマルセイユに追放に追い込んだ。
フランス軍がコルシカ島を占領すると逆に追放され、以後反ナポレオン運動の先頭に立つ。ナポレオンは自分のことを熟知していたボルゴを大変恐れていたとされている。
1804年、ウィーンにいたボルゴはロシアのチャルトリスキ公爵の推薦を受けてロシア皇帝アレクサンドル1世の外交顧問になった。ところが、3年後にチャルトリスキ公爵が失脚し、続いてロシアとフランスの間でティルジットの和約が結ばれたことから職を辞してウィーンに戻る。ところが、ナポレオンからオーストリア帝国宰相メッテルニヒにボルゴの引渡し要求があり、身の危険を感じた彼はロンドンに移った。
1812年、再度ナポレオンとの対決を決意したアレクサンドル1世は、ボルゴをロシアに呼び戻した。彼はナポレオン打倒のための外交工作に努め、ウィーン会議ではルイ18世の擁立を支持して、イギリス代表のウェリントン公と連携した。再興されたブルボン朝（王政復古）に駐仏ロシア大使として派遣されたボルゴはフランス本土への連合軍の進駐の短縮とフランスが支払う賠償金の軽減に努めた。その一方で、フランス革命の成果を否定しようとするフランスの王党派やメッテルニヒの動きには強い反感を抱き、リシュリュー公ら穏健派を支援するとともに露仏関係強化に努めた。これに対してシャルル10世やメッテルニヒはボルゴがフランスの自由主義の背後にいると非難をしたが、ロシアは彼をそのまま職に留めた。
フランス7月革命が発生すると、ボルゴはこれに反発するニコライ1世を強引に説き伏せてルイ・フィリップのフランス国王即位を認めさせた。だが、この件がロシアではフランス人であるボルゴに対する不信感を強め、彼は1835年に駐英大使に転任となった。1839年、ボルゴは大使を辞任すると、フランスに帰国し、1842年にパリで死去した。